# Andrena saragamineensis
Andrena saragamineensis är en biart som beskrevs av Hirashima 1962. Andrena saragamineensis ingår i släktet sandbin, och familjen grävbin. Inga underarter finns listade i Catalogue of Life.